# Afrocyclops doryphorus
Afrocyclops doryphorus – gatunek widłonoga z rodziny Cyclopidae. Nazwa naukowa gatunku została po raz pierwszy opublikowana w 1935 roku przez niemieckiego zoologa Friedricha Kiefera.